# 生人迴避3
《生人迴避3》（英語：Witchboard III: The Possession）是一部1995年加拿大恐怖電影，由彼得·斯瓦提克執導，由大衛·納爾曼、伊莉莎白·蘭伯特、塞德里克·史密斯、唐娜·薩拉辛和丹妮特·麥凱主演。本片是電影《魔盤驚魂》（1986年）繼《生人迴避》（1993年）之後的第二部續集。

## 剧情
布赖恩（大衛·納爾曼飾）是个失業了的經紀人，他與房東弗朗西斯（塞德里克·史密斯飾）成為朋友，卻發現這位老人其實是個名叫克拉爾的惡魔。透過通靈板困住布赖恩的靈魂後，克拉爾假冒布赖恩的身份，想要讓他的妻子朱莉（伊麗莎白·蘭伯特飾）懷孕。留意到布赖恩性格的突然變化，朱莉開始懷疑出了什麼問題，找到惡魔的通靈板時，她终于聯繫上了丈夫。發現真相後，朱莉找到了弗朗西斯的前妻：她是唯一能幫助她擊敗佔據丈夫身体的邪惡生物的人。

## 演员
- 大衛·納爾曼 饰 布赖恩
- 伊麗莎白·蘭伯特 饰 朱莉
- 塞德里克·史密斯（英语：Cedric Smith (actor)） 饰 弗朗西斯
- 唐娜·薩拉辛 饰 莉萨
- 丹妮特·麥凱 饰 多拉
- 凱斯·安凡 饰 護理人員